# Provincia Adana
Provincia Adana este o provincie a Turciei cu o suprafață de 14.030 km², localizată în regiunea Marea Mediterană în sudul Turciei.
Se învecinează cu provinciile Mersin în vest, Hatay în sud-est, Osmaniye în est, Kahramanmaraș în nord-est, Kayseri în nord, și Niğde în nord-vest. Capitala regiunii este Adana.

## Districte
Adana este divizată în 14 districte (capitala districtului este subliniată): 
- Adana
- Aladağ
- Ceyhan
- Feke
- İmamoğlu
- Karaisalı
- Karataș
- Kozan
- Pozantı
- Saimbeyli
- Seyhan
- Tufanbeyli
- Yumurtalik
- Yüreğir